# Бангладешско-сирийские отношения
Бангладешско-сирийские отношения — билатеральные отношения между Сирией и Бангладеш. Сирия аккредитована в Бангладеш в своем посольстве в Нью-Дели. Бангладеш имеет генеральное консульство в Дамаске.

## История
Сирия выступила против вмешательства Индии в Освободительную войну Бангладеш в 1971 году, назвав это внутренним делом Пакистана. Обе страны установили дипломатические отношения 14 сентября 1973 года. Бангладеш экспортировал джутовую продукцию на сумму более 1 миллиарда така в год в Сирию в период с 2012 по 2013 год.

### Война в Сирии
Министерство иностранных дел Бангладеш осудило применение химического оружия «любой стороной при любых обстоятельствах» после химической атаки в Сирии в 2013 году. Оно призвало к прекращению конфликта «дипломатическими и мирными средствами».
Несколько бангладешцев также присоединились к группировке боевиков «Исламского государства» в Сирии. Несколько британцев-бангладешцев, включая целые семьи, также присоединились к «Исламскому государству». Тамим Чоудхури, канадец бангладешского происхождения, воевавший в Сирии, стал главой подразделения «Исламского государства» в Бангладеш. В 2015 и 2016 годах бангладешских женщин вывозили в Сирию, где их заставляли работать в качестве секс-работниц и рабов. Женщинам обещали работу в качестве горничных в Ливане. В 2016 году правительство Бангладеш выпустило рекомендацию не ездить в Сирию.
По поводу разрешения конфликта в Сирии официальный представитель правительства Бангладеш сказал, что «в нынешних условиях нейтральная позиция не всегда удовлетворяет все стороны». Другой правительственный чиновник добавил: «Мы поддерживаем мир. Мы хотим мирного решения ситуации, благодаря которому Сирия сохранит свой суверенитет».
10 февраля 2023 года правительство Бангладеш направило помощь жертвам землетрясения в Сирии.